# Reuterin
Reuterin är en på 1980-talet upptäckt bredspektral antimikrobisk substans, som produceras av mjölksyrebakterien Limosilactobacillus reuteri vid fermentation av glycerol.  
Reuterin hämmar tillväxten av för värddjuren skadliga gram-negativa och gram-positiva bakterier, bland andra jäst, mögel och protozoer. Limosilactobacillus reuteri har förmågan att producera tillräckliga mängder reuterin för att hämma tillväxten av skadliga organismer utan att döda för värddjuret nyttiga bakterier i matsmältningssystemet.
Reuterin är vattenlösligt och fungerar i varierande pH-miljö. Den är föremål för forskning som kosttillskott och som aktivt ämne i läkemedel.
Reuterin presenterades 1985 av mikrobiologerna Walter Dobrogosz och Sven Lindgren 1985 och gavs namn efter den tyske mikrobiologen Gerhard Reuter, som upptäckte Limosilactobacillus reuteri på 1960-talet.